# Soteria Aliberty
Soteria Aliberty (Griego: en griego: Σωτηρία Αλιμπέρτη; 1847–1929) fue una feminista y educadora griega que fundó la primera asociación de mujeres griegas, Ergani Athena (griego: Εργάνη Αθηνά
).
Aliberty fundó una escuela para niñas en Rumania y escribió bocetos biográficos de notables mujeres griegas para Women's Newspaper of Athens. Actividades similares se llevaron a cabo en Grecia en la misma época por el Comité Central de Damas y la Unión de Mujeres Griegas de Kalliroi Parren. En 1893, regresó a Atenas donde fundó Ergani Atenea y se convirtió en editora de la revista literaria Pleiades.

## Otras lecturas
- Stefanidou, Xenia. (2007) "Mujeres griegas en posiciones de poder". Documento presentado en la Reunión Anual de la Sociedad Americana Helénica Americana. 4 de noviembre.

- Datos: Q7563964